# Thiên hà Abell 1835 IR1916
Thiên hà Abell 1835 IR1916 (còn có tên Abell 1835) là một ứng cử viên cho thiên hà xa nhất đã được chụp hình.
Nó đã được một nhóm các nhà thiên văn Pháp và Thụy Sĩ của Tổ chức Nghiên cứu thiên văn châu Âu tại Nam Bán cầu (Roser Pelló, Johan Richard, Jean-François Le Borgne, Daniel Schaerer, và Jean-Paul Kneib) tìm thấy. Họ đã dùng thiết bị hồng ngoại gần của Kính thiên văn Rất Lớn khi phát hiện ra thiên hà này; các đài thiên văn khác sau đó đã chụp ảnh thêm về thiên hà Abell 1835. Đài thiên văn Châu Âu phía Nam, cùng với Viện Khoa học Quốc gia Thụy Sĩ, và Trung tâm Nghiên cứu Khoa học Quốc gia Pháp, và báo Astronomy and Astrophysics, đã họp báo công bố về phát kiến này ngày 1 tháng 3 năm 2004.
Theo nghiên cứu dịch chuyển đỏ trong phổ-J, thiên hà này nằm cách chúng ta 13,2 tỷ năm ánh sáng (4,04 tỷ parsec) với mức dịch chuyển đỏ z=10, trong chòm sao Virgo. Nghĩa là các ánh sáng từ thiên hà này đến với chúng ta sau khi chúng xuất phát Abell 1835 IR1916 vào khoảng 13,2 tỷ năm ánh sáng, chỉ 500 triệu năm sau Vụ Nổ Lớn và rất gần với thời điểm hình thành thế hệ sao đầu tiên của vũ trụ. Thiên hà này do đó cũng nằm gần đường chân trời vũ trụ (rìa của vũ trụ quan sát được), cách chúng ta khoảng 13,7 tỷ năm ánh sáng. Mặc dù ở xa như vậy, thiên hà vẫn hiện ra đủ sáng để chúng ta quan sát, đấy là nhờ hiệu ứng hội tụ hấp dẫn bởi các nhóm thiên hà nằm giữa Abell 1835 và chúng ta.
Tuy nhiên, các nghiên cứu bởi Weatherley et al. (2004) đã cho thấy những nghi ngờ đầu tiên về khả năng đây là thiên hà nằm xa. Các quan sát trong phổ-H bởi Kính thiên văn Gemini phía Bắc cũng không hề thấy được thiên hà này (Bremer et al. 2004).